# مضاد وناهض

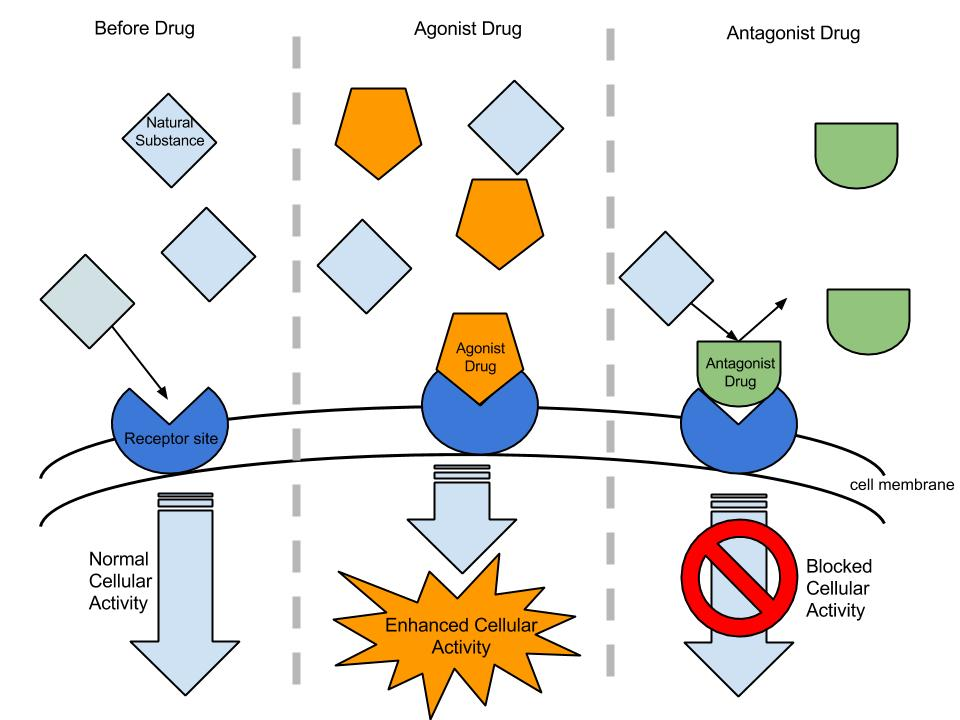
مضاد

في علم الصيدلة، يُستخدم مصطلح ناهض-مضاد أو ناهض/مضاد مختلط للإشارة إلى دواء يعمل في بعض الظروف كناهض (مادة تنشط المستقبل الذي يرتبط به بشكل كامل) بينما يتصرف كمضاد في ظروف أخرى (مادة ترتبط بمستقبل ولكنها لا تنشط ويمكن أن تمنع نشاط منبهات أخرى).
تشتمل أنواع الناهض/المضاد المختلط على بروابط مستقبلات تعمل كمناهض لبعض أنواع المستقبلات ومضاد لأنواع أخرى أو ناهض في بعض الأنسجة بينما تعمل كمضاد في أنسجة أخرى (تُعرف أيضًا باسم مُعدِّلات المستقبل الانتقائية).

## مستقبلات متشابكة
بالنسبة للمستقبلات المشبكية، الناهض هو مركب يزيد من تنشيط المستقبل عن طريق الارتباط به مباشرة أو عن طريق زيادة مقدار الوقت الذي تقضيه الناقلات العصبية في الشق المتشابك. المضاد هو مركب له تأثير معاكس للناهض. إنه يقلل من تنشيط المستقبل التشابكي عن طريق ربط الناقلات العصبية ومنعها من الارتباط أو عن طريق تقليل مقدار الوقت الذي تقضيه الناقلات العصبية في الشق التشابكي. ويمكن تحقيق هذه الإجراءات عبر آليات متعددة. الآلية الشائعة للناهضات هي تثبيط إعادة الامتصاص، حيث يمنع الناهض الناقلات العصبية من الدخول مرة أخرى إلى محطة المحور العصبي قبل التشابك العصبي. وهذا يمنح الناقل العصبي مزيدًا من الوقت في الشق التشابكي للعمل على المستقبلات التشابكية. على العكس من ذلك، غالبًا ما ترتبط المضادات مباشرة بالمستقبلات الموجودة في الشق التشابكي، مما يمنع الناقلات العصبية من الارتباط بشكل فعال.
عند مستقبلات ألفا الأدرينالية، ( R ) -3- نيتروبيفنيلين هو ناهض انتقائي لـ α 2C بالإضافة إلى كونه مضادًا ضعيفًا في النوعين الفرعيين α 2A وα 2B.

## مواد أفيونية ناهضة
أشهر المضادات الحيوية هي المواد الأفيونية. ومن أمثلة هذه المواد الأفيونية ما يلي:
- بنتازوسين، ناهض في كابا (κ) وسيجما (σ) وله عمل مضاد ضعيف في مستقبلات المواد الأفيونية مو (μ)[4]
- بوتورفانول، ناهض جزئي عند μ- وناهض نقي عند مستقبل κ-الأفيوني ونشاط مضاد في مستقبل دلتا الأفيوني (δ)[5]
- نالبوفين، مسكن κ-ناهض/μ-مضاد[6]
- عادة ما يكون للمواد الأفيونية الناهضة والمضادة تأثير السقف - فعند تناول جرعة معينة لا تزيد من فعاليتها. [7] ومن ثم فإن المواد الأفيونية الناهضة والمضادة لديها إمكانية إدمان أقل ولكن أيضًا فعالية مسكنة أقل ومن المرجح أن تنتج تأثيرات مقلدة نفسية.[8]
- المواد الأفيونية الناهضة والمضادة التي تمنع الدلتا أثناء تنشيط مستقبلات المواد الأفيونية مو تنتج تسكينًا دون تطور التسامح.[9]

## أنظر أيضا
- خصم تنافسي
- ناهض معكوس
- ناهض جزئي